# Atalaya (Wachturm)

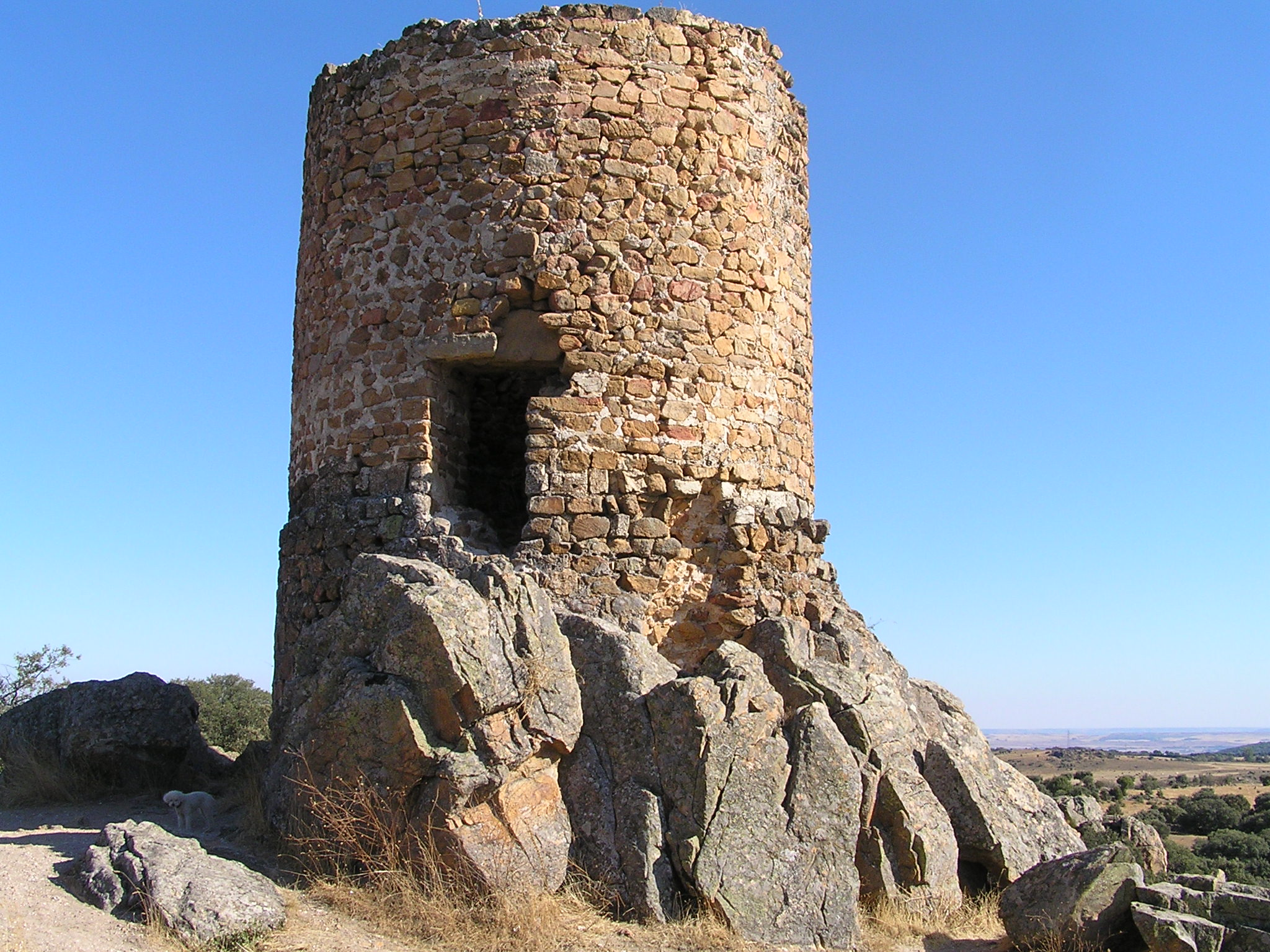
Atalaya de Venturada

Als Atalaya wird in Spanien ein Wach- und Signalturm aus islamischer Zeit (al-Andalus) bezeichnet. Derartige Türme dienten der Grenzsicherung zwischen islamischer und christlicher Einflusssphäre.

## Etymologie
Der Begriff stammt aus dem Arabischen (arabisch الطليعة, DMG aṭ-ṭalīʿa) und bedeutet so viel wie „Wache“, „Wachposten“, „Ausguck“ oder „Vorposten“.

## Islamische Atalayas

### Lage
Die islamischen Atalayas stehen zumeist auf abgelegenen Felsspitzen entlang einer Bergkette (cerro) in den ehemaligen christlich-islamischen Grenzgebieten nördlich der Flüsse Duero und Tajo. Eine Kommunikation zwischen benachbarten Türmen war tagsüber mit Hilfe von Spiegeln oder bei Nacht durch Fackeln möglich. Die meisten erhaltenen Atalayas befinden sich in der Provinz Madrid (z. B. bei Talamanca de Jarama) und in der Provinz Soria (z. B. bei El Burgo de Osma, San Esteban de Gormaz, Caracena sowie bei Venturada und Caltojar). Der Begriff ist auch in Portugal geläufig.

### Architektur
Islamische Atalayas sind nur mit rundem Grundriss bekannt; der Turmdurchmesser beträgt stets um die 6 bis 7 m bei einer Mauerstärke von höchstens 1 m und einer Höhe von etwa 9 bis 11 m – eine konische Verjüngung nach oben ist nur in wenigen Fällen zu beobachten. Atalayas wurden in der Regel aus vor Ort vorgefundenen etwa faust- bis kopfgroßen unbearbeiteten Bruchsteinen (keine Kieselsteine!) errichtet, die durch kleinere Keilsteine und mit etwas Lehmmörtel untereinander verbunden waren – eine ähnliche Mauerwerkstechnik findet sich in den Berbergebieten im Südwesten Marokkos (vgl. Agadir (Speicherburg)). In einigen wenigen Fällen wurden die Steine nach Größe sortiert oder sind grob behauen, so dass ein unregelmäßiger Mauerwerksverband entstand.
Der Hocheingang zu den Bauten befindet sich in etwa 2,50 m Höhe und war üblicherweise nur über eine Leiter zu erreichen, die im Verteidigungsfall eingezogen werden konnte. Auch im Innern der ehemals durch hölzerne Zwischendecken unterteilten Türme gab es keine Treppen, sondern lediglich weitere Leitern, mittels derer die einzelnen Geschossebenen, die als Lagerraum, Eingangsbereich, Aufenthalts- und Schlafstube oder als Wachplattform dienten, erreicht werden konnten.

### Besatzung
Aufgrund ihrer räumlichen Enge kann man davon ausgehen, dass die Türme jeweils nur von zwei, maximal von drei Mann besetzt waren. Eine regelmäßige Ablösung der Wachmannschaft ist anzunehmen.

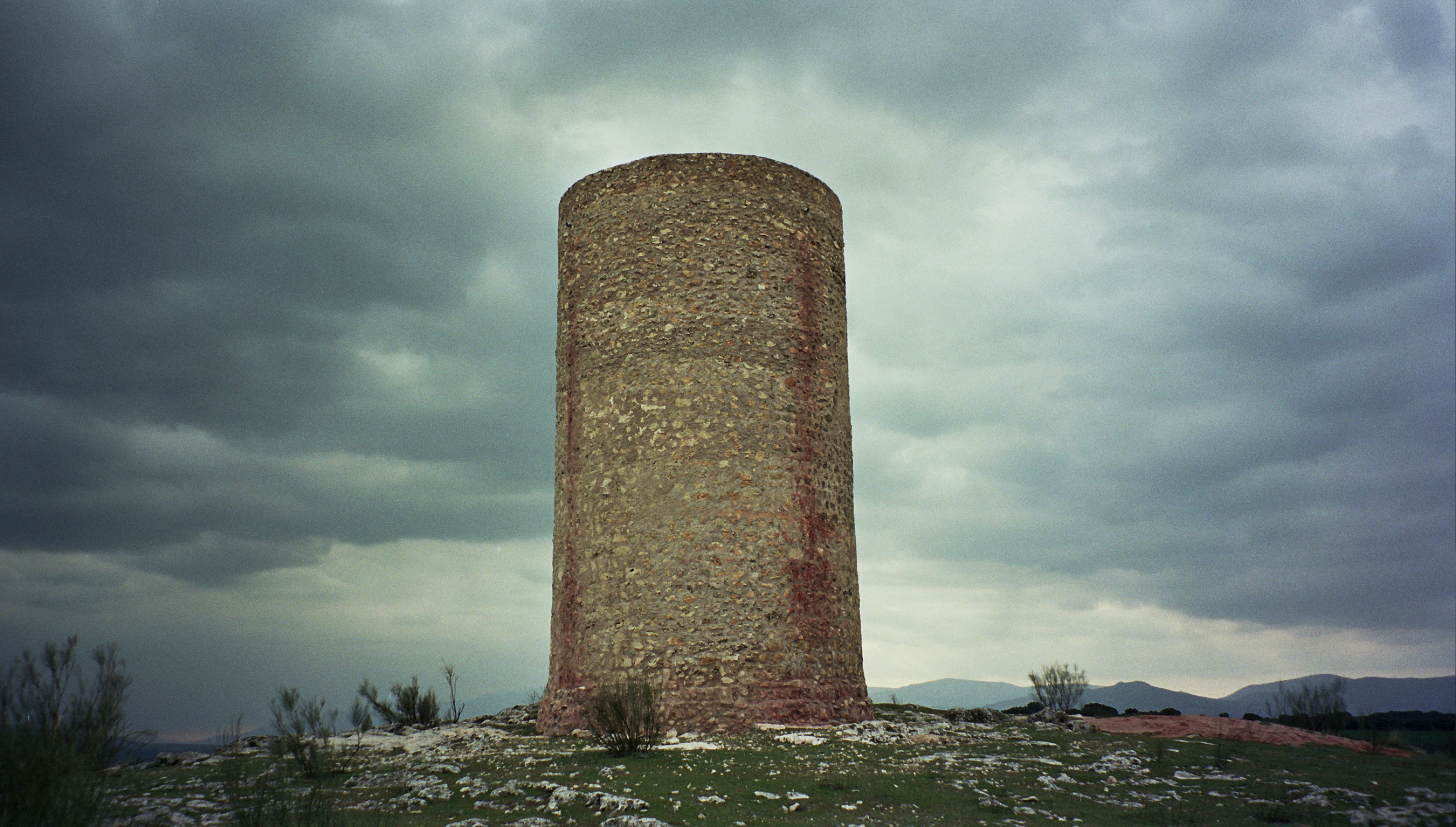
Atalaya El Vellón
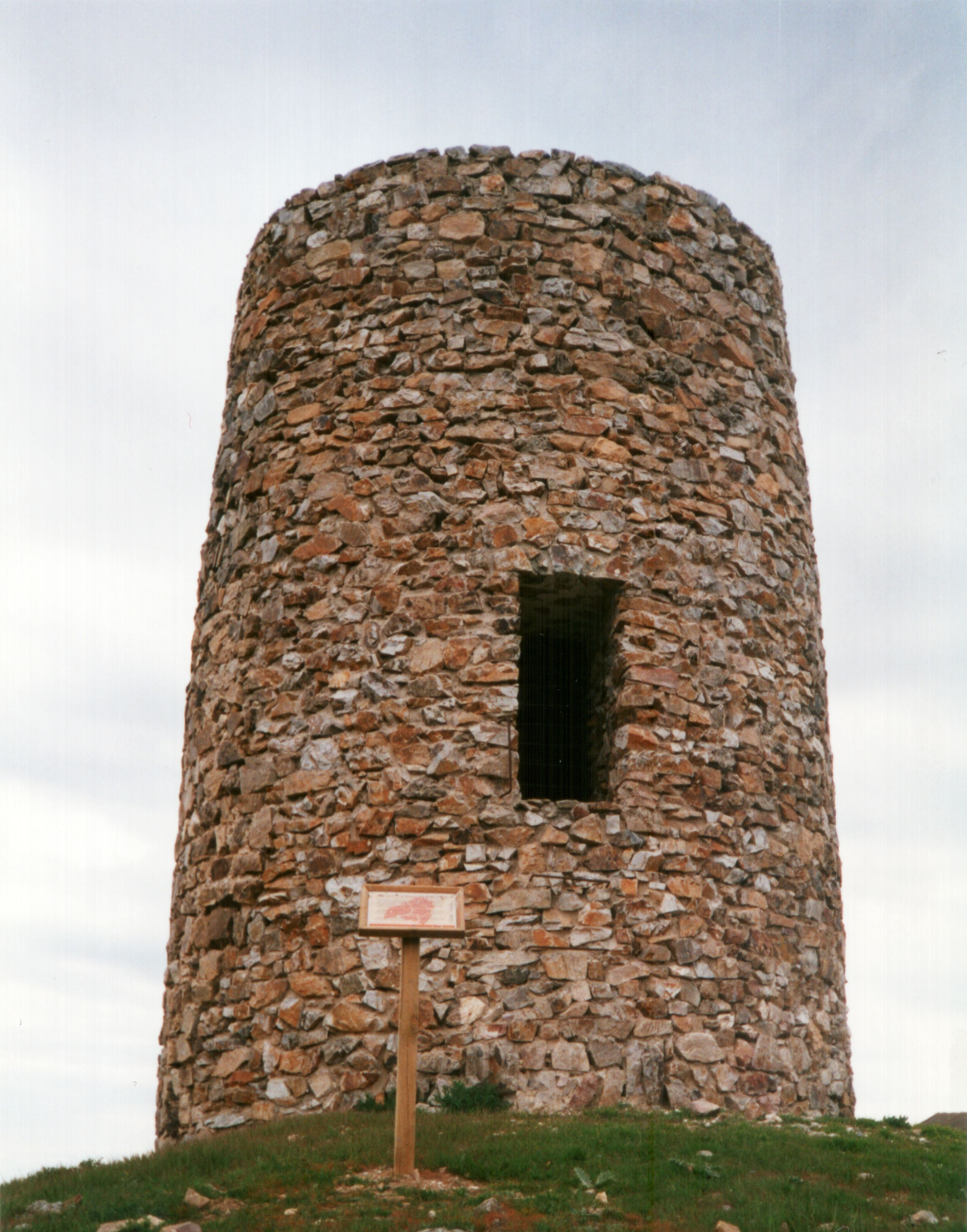
Atalaya El Berrueco
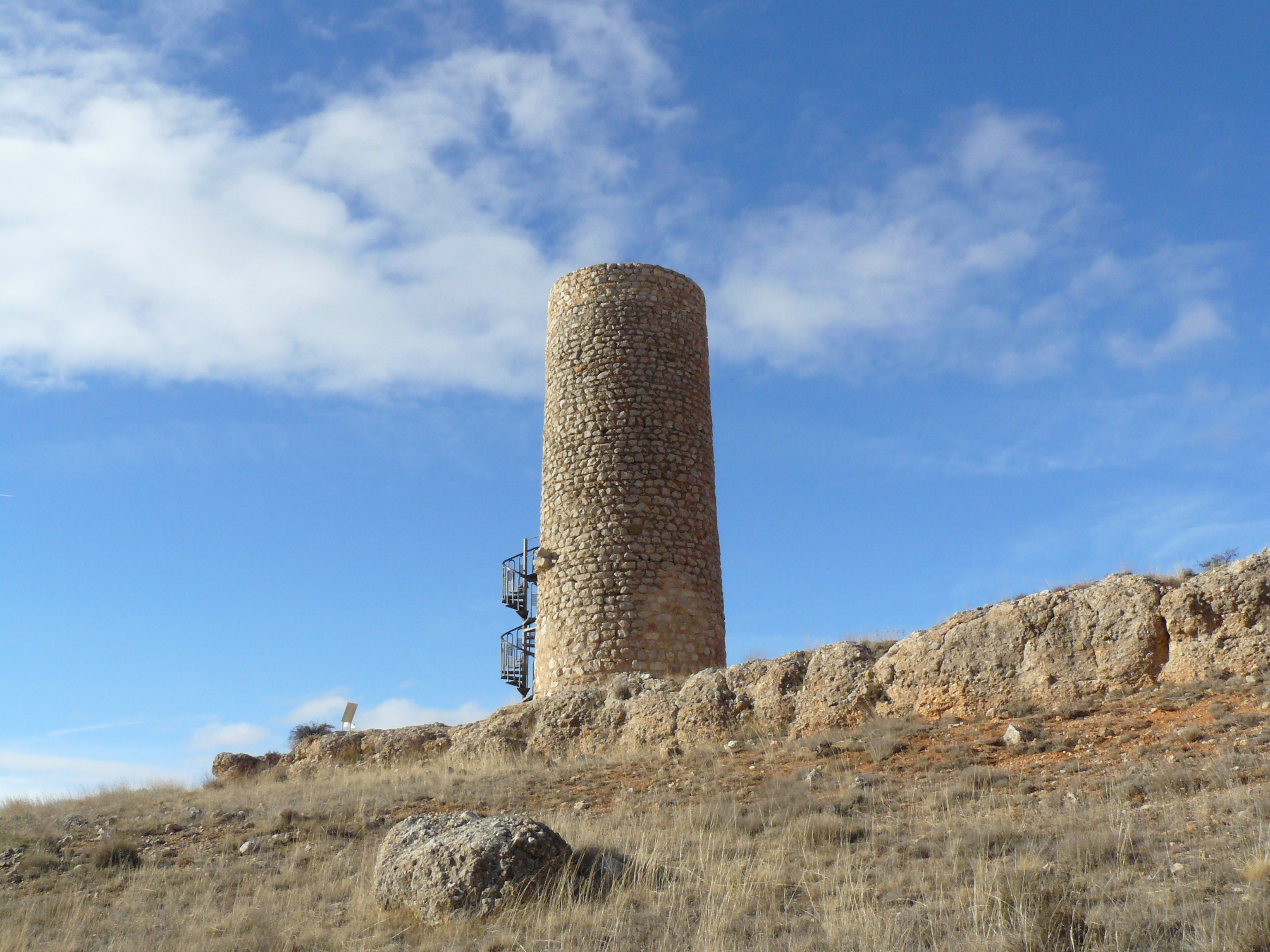
Atalaya de La Veruela
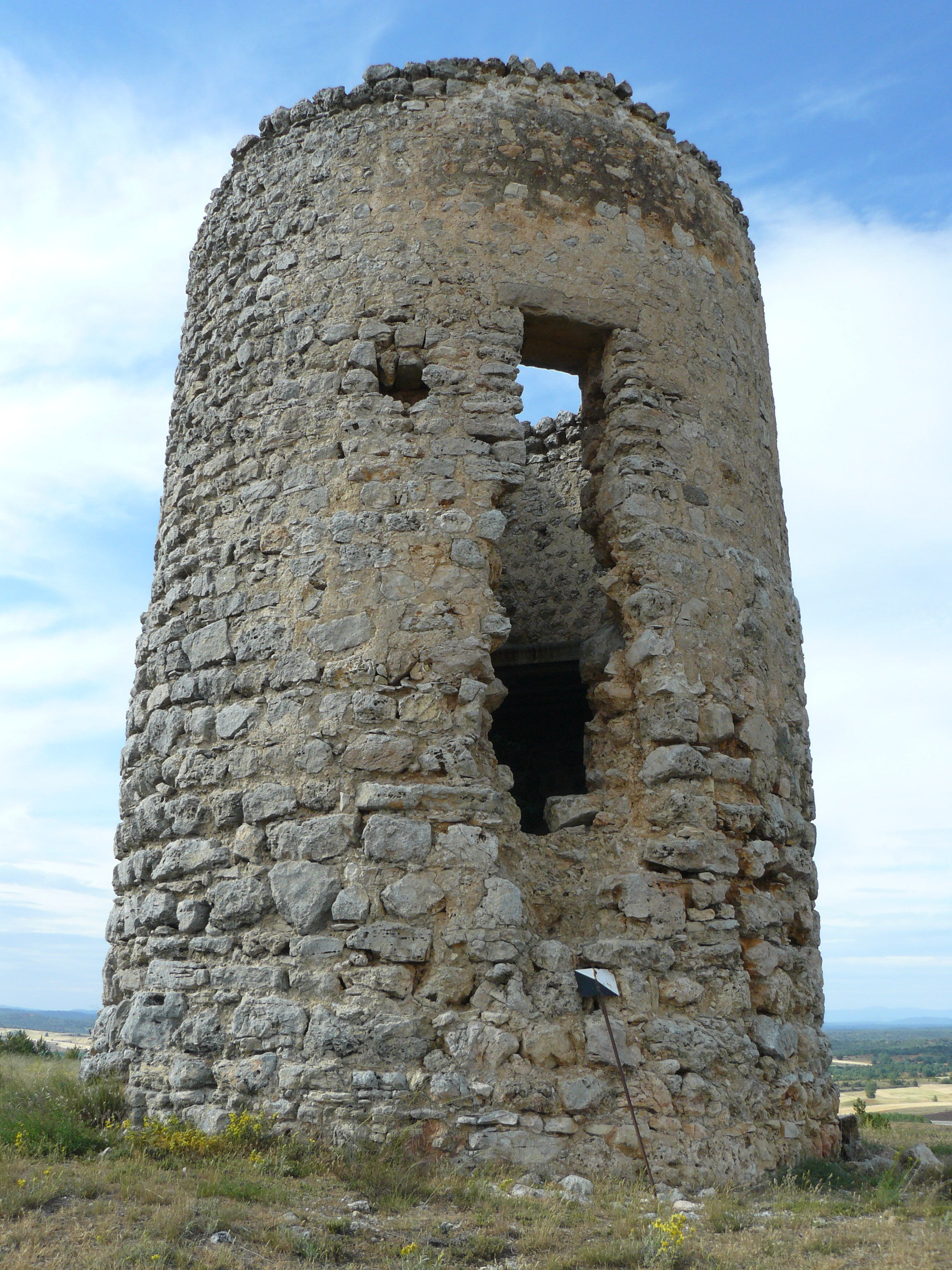
Atalaya de Valdenarro
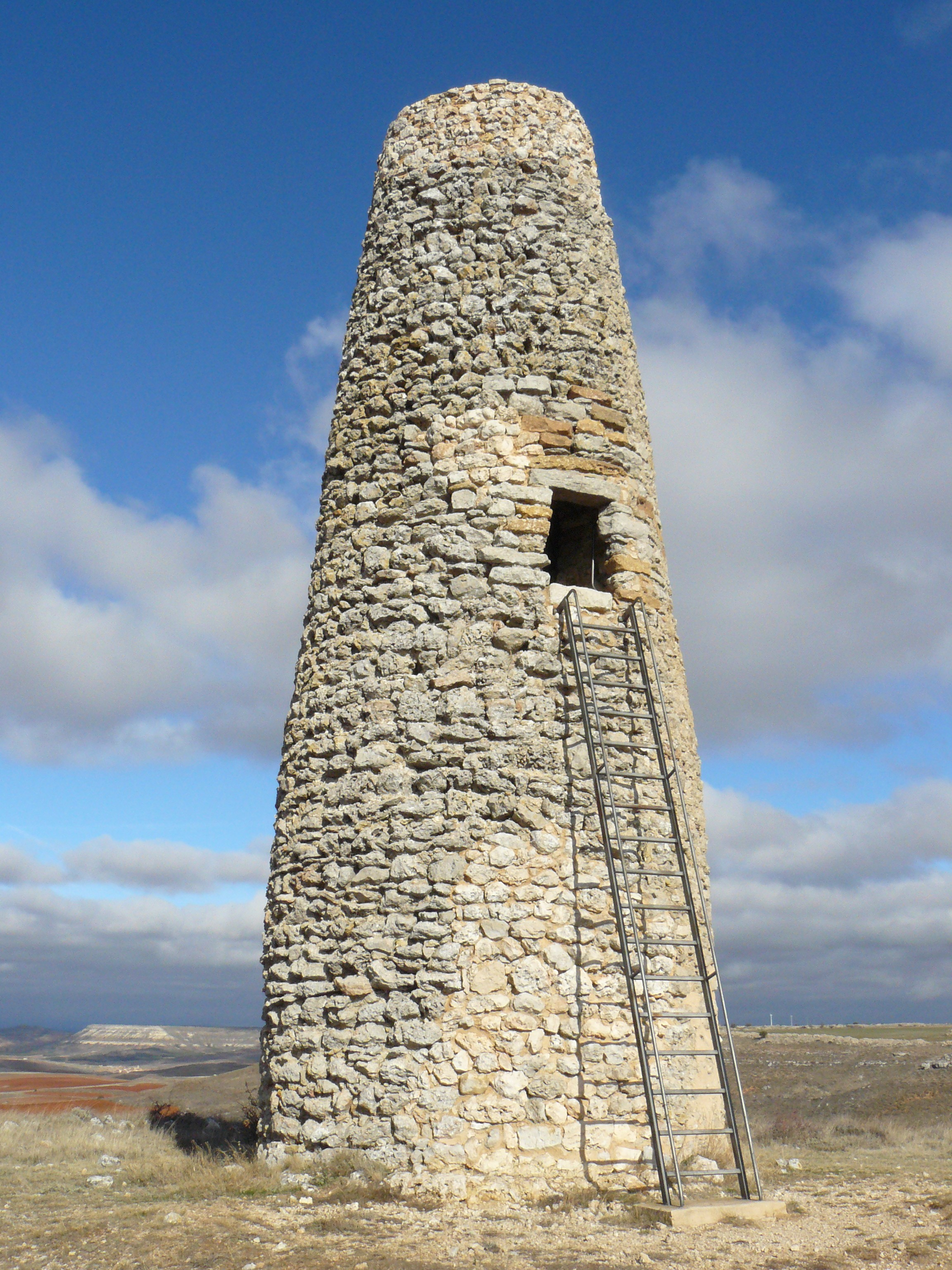
Atalaya de Tiñón

## Küstenwachtürme
Vor allem an den spanischen Mittelmeerküsten sowie auf Malta (Redin Towers), Korsika (Genuesertürme), den Balearen und den Kanarischen Inseln errichteten die Christen nach erfolgreicher Verteidigung bzw. Rückeroberung (reconquista) der von Muslimen besetzten Gebiete vom 15. bis zum 18. Jahrhundert ebenfalls Wachtürme. Diese konnten sowohl runde als auch quadratische Grundrisse haben; sie waren teilweise aus Werksteinen errichtet und dienten der Verteidigung gegen Angriffe von Piraten. Bei den frühen Wachtürmen des 16. Jahrhunderts befand sich der Eingang ebenfalls in etwa 2,50 Meter Höhe; bei den späteren Wachtürmen lag der Eingang meist ebenerdig. In einigen Fällen ähneln die christlichen Wachtürme aufgrund des Vorhandenseins von umlaufenden Wehrgängen (maschikulis) kleinen Festungen. In einigen Fällen ist eine Verwechslung der Wachtürme mit den meist runden Stümpfen von küstennahen Windmühlen (z. B. bei Torremolinos) möglich; allerdings war eine solche Doppelfunktion durchaus auch gewollt.

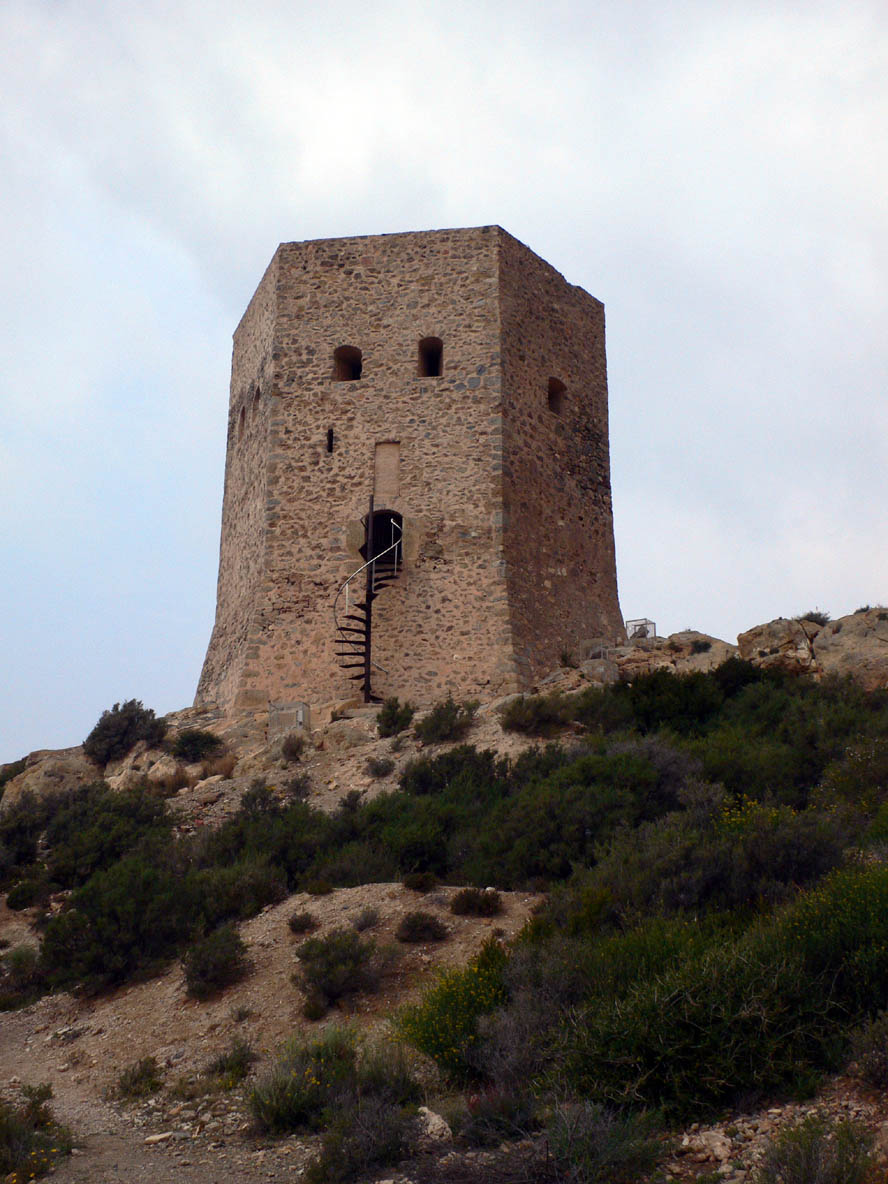
Torre Santa Elena, bei Cartagena (Provinz Murcia)
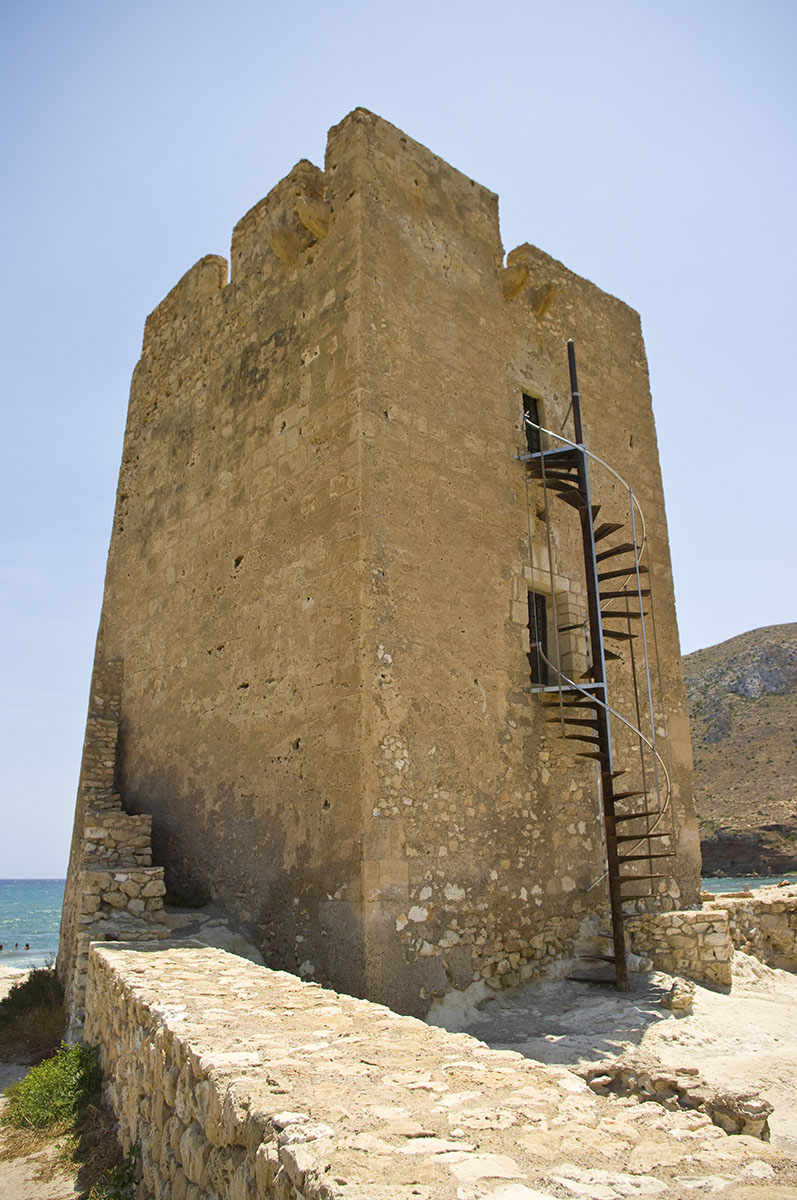
Torre de cope, Águilas (Provinz Murcia)
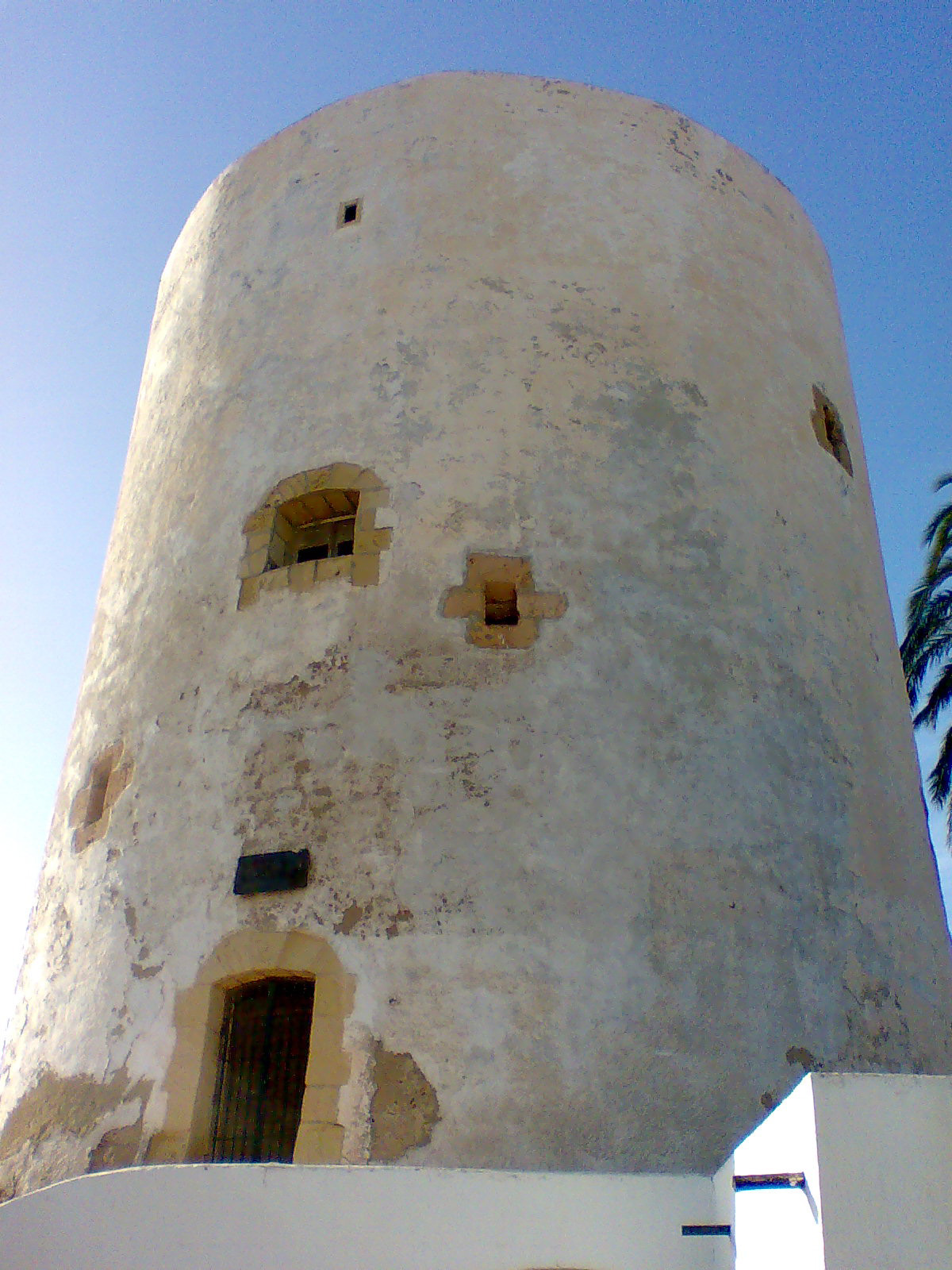
Torre de Cabo Roig, Orihuela (Provinz Alicante)
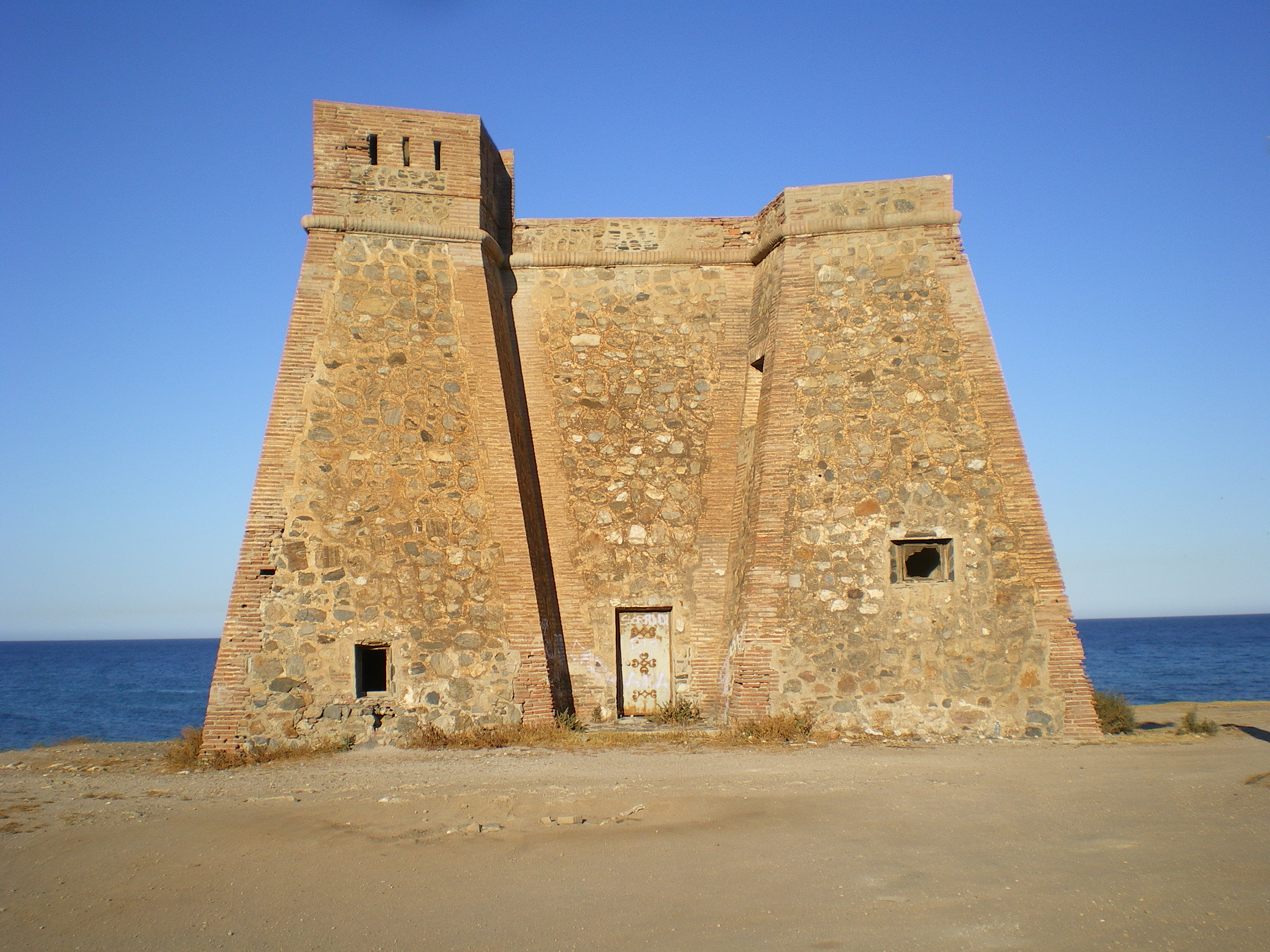
Torre de Macenas, Mojácar (Provinz Almería)